# بطولة الأمم الخمس 1965
بطولة الأمم الخمسة 1965 (بالإنجليزية: 1965 Five Nations Championship)‏ هو الموسم 71 من  بطولة الأمم الخمسة. كان عدد الأندية المشاركة فيه  5، وفاز فيه منتخب ويلز الوطني لاتحاد الرغبي.